# Тагаїв Михайло
Миха́йло Тага́їв (* 1885, Харків — † 1972, Торонто) — український драматичний актор і співак.
На сцені з 1905 року в трупі Марка Кропивницького, згодом у Д. Гайдамаки, в харківських театрах — Народному та Червонозаводському та в Подільській державній драмі. В еміграції в Німеччині, від 1951 року — в Канаді.
Найкращі ролі:
- Іван («Дай серцю волю…» М. Кропивницького),
- Копистка («97» М. Куліша);
- Печений («Республіка на колесах» Я. Мамонтова),
- Дзюба («Фея гіркого мигдалю» І. Кочерги).

Тагаїв співав також в операх та оперетах.